# Kirk Cousins
Kirk Daniel Cousins (nacido el 19 de agosto de 1988) es un jugador profesional de fútbol americano estadounidense que juega en la posición de quarterback actualmente milita en los Atlanta Falcons de la National Football League (NFL).

## Vida personal
Cousins es hijo de Don y Maryann, el mediano de tres hijos.

## Carrera

### Inicios y Universidad
Asistió a Holland Christian High School, donde practicó fútbol americano, béisbol y baloncesto. Acabó su carrera allí con 3,204 yardas de pase, 40 touchdowns y 18 intercepciones.
Tras su paso por el instituto, Cousins se graduó en la Universidad Estatal de Míchigan, donde jugó para los Spartans de 2007 a 2011.

### Profesional

#### Washington Redskins

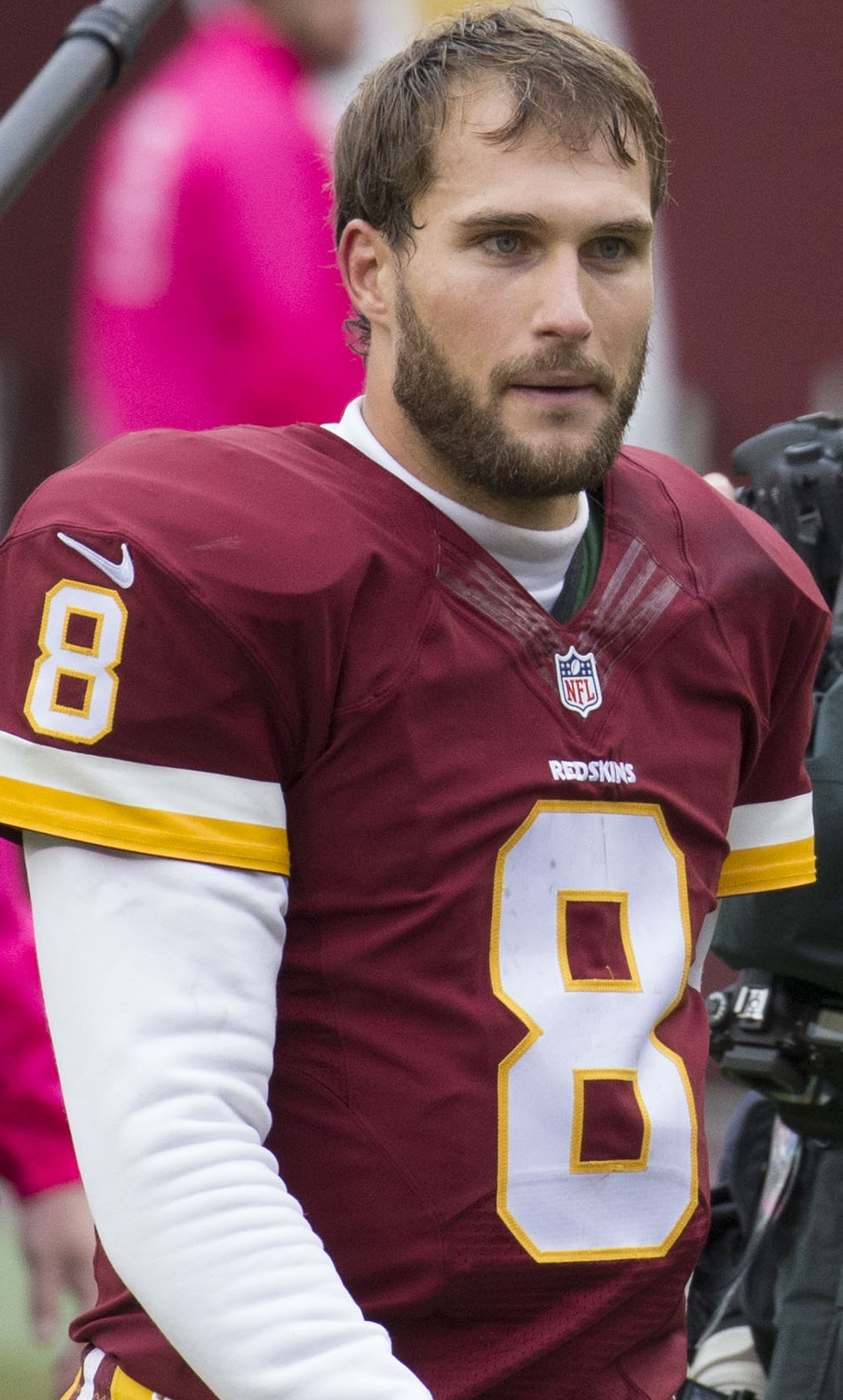
Cousins con los Redskins en 2015.

Cousins fue seleccionado por los Washington Redskins en la cuarta ronda (puesto 102) del draft de 2012. El 31 de mayo de 2012, Cousins firmó un contrato de cuatro años con los Redskins.

#### Minnesota Vikings
El 15 de marzo de 2018, Cousins firmó un contrato de 3 años por $84 millones con los Minnesota Vikings, todos ellos garantizados.